# Playa Maracas
La Playa Maracas (en inglés: Maracas Beach)
Es una playa en la isla de caribeña de Trinidad. Se encuentra en el lado norte de la isla, a una hora de la ciudad capital de Puerto España, siguiendo una ruta montañosa. A diferencia de muchas de las playas del norte de Trinidad, la Playa de Maracas está protegida por una profunda bahía. Es una de las playas más conocidas en la isla de Trinidad y es considerada por algunos como la playa más hermosa (considerando su tamaño) más cercana a la ciudad capital.
Uno de los aspectos más famosos de la playa de Maracas son las docenas de chozas donde se cocinan alimenos y se cocinan platos exóticos.